# Лука Гугешашвілі
Лука Гугешашвілі (груз. ლუკა გუგეშაშვილი, нар. 29 квітня 1999, Тбілісі) — грузинський футболіст, воротар азербайджанського клубу «Карабах» та національної збірної Грузії.

## Клубна кар'єра
Народився 29 квітня 1999 року в місті Тбілісі. Вихованець місцевого «Динамо» (Тбілісі). На початку 2016 року перейшов у польську «Ягеллонію». Там виступав за молодіжну команду, але за основу так і не дебютував, тому у 2017 році він був відданий на правах оренди до клубу польського четвертого дивізіону «Підляшшя» (Біла Підляська).
У 2018 році він був відправлений в оренду до грузинського клубу «Діла», де і дебютував на вищому рівні. Відіграв за команду з Горі наступний рік своєї ігрової кар'єри. Більшість часу, проведеного у складі «Діли», був основним голкіпером команди. Відзначався досить високою надійністю, пропускаючи в іграх чемпіонату в середньому менше одного гола за матч.
У липні 2019 року Гугешашвілі перейшов на правах оренди в іспанську «Гранаду», але зіграв лише 5 матчів за резервну команду «Рекреатіво Гранада» у Сегунді Б, тому у січні 2020 року оренда була перервана і гравець знову повернувся у «Ділу», де провів ще два роки. Знову Лука здебільшого виходив на поле в основному складі команди. В матчах за клуб «Діла» також не дозволяв суперникам забивати у свої ворота в середньому більше одного гола за гру.
На початку 2022 року під час зимової перерви був відданий на правах оренди в азербайджанський клуб «Карабах». 1 лютого 2022 року дебютував у складі «Карабаху» і грі проти «Кешлі» в Кубку Азербайджану. Станом на 31 березня 2024 року відіграв за команду з Агдама 32 матчі в національному чемпіонаті і став дворазовим чемпіоном Азербайджану а також один раз виграв Кубок Азербайджану.

## Виступи за збірні
2015 року дебютував у складі юнацької збірної Грузії (U-17), загалом на юнацькому рівні взяв участь у 13 іграх, пропустивши 18 голів.
Протягом 2018—2020 років залучався до складу молодіжної збірної Грузії. На молодіжному рівні зіграв у 14 офіційних матчах, пропустив 22 голи.
25 березня 2023 року дебютував в офіційних іграх у складі національної збірної Грузії в товариському матчі проти Монголії (6:1), замінивши у перерві Гіоргі Лорія, і протягом другого тайму не пропустив жодного голу.
| Дата      | Місто  | Господарі | Результат | Гості    | Турнір           | Голи | Примітки |
| --------- | ------ | --------- | --------- | -------- | ---------------- | ---- | -------- |
| 25-3-2023 | Батумі | Грузія    | 6 – 1     | Монголія | товариський матч | -    | 46'      |
| Усього    |        | Матчів    | 1         |          | Голів            | 0    |          |

## Титули і досягнення
- Чемпіон Азербайджану (3):

«Карабах»: 2021/22, 2022/23, 2023/24
- Володар Кубка Азербайджану (2):

«Карабах»: 2021/22, 2023/24